# Degas (cràter)

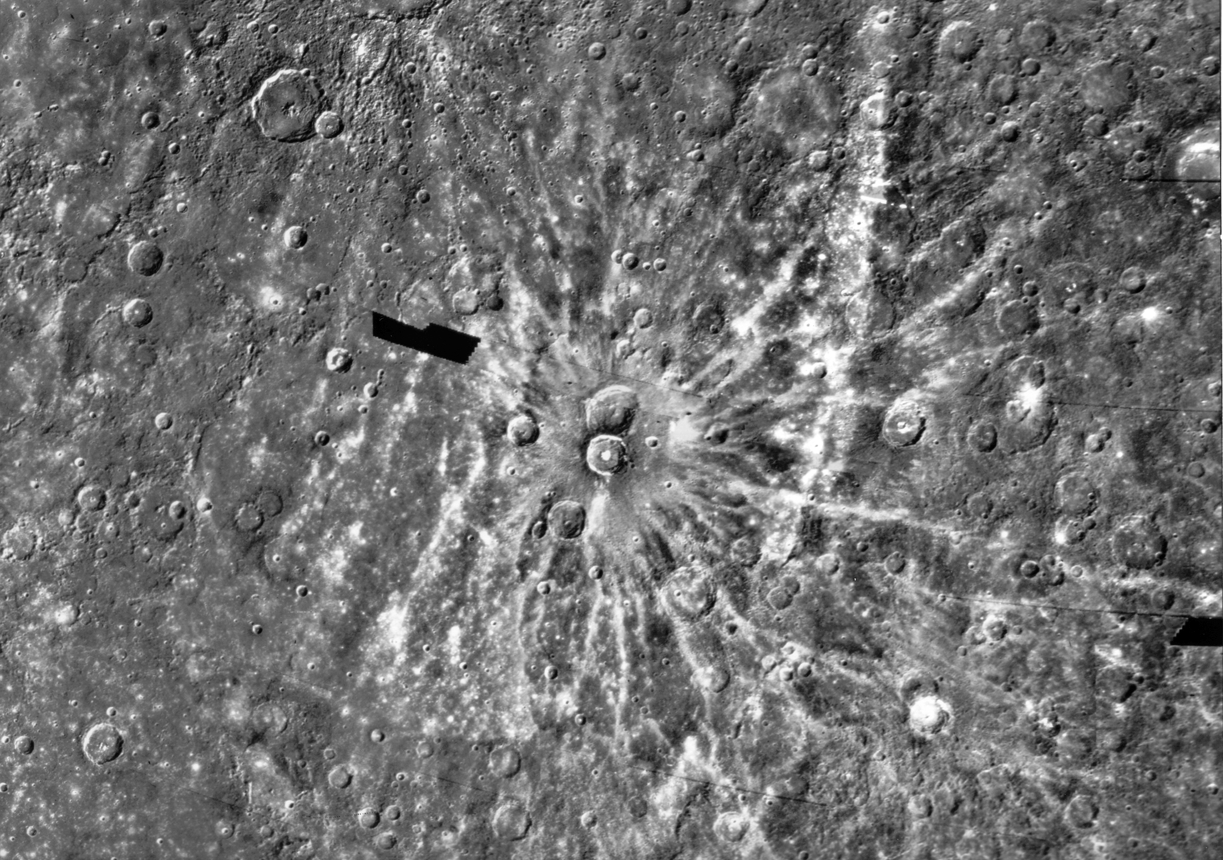
Imatge del cràter Degas i dels seus raigs, feta per la sonda espacial Mariner 10 en 1974

Degas és un cràter d'impacte en el planeta Mercuri de 54 km de diàmetre. Porta el nom del pintor francès Edgar Degas (1834-1917), i el seu nom va ser aprovat per la Unió Astronòmica Internacional el 1979.
Els seus raigs estan format per material de color clar que va ser ejectat durant la formació del cràter. Els cràters tan antics com el Degas estan coberts per «raigs» de material, mentre que els cràters més joves es superposen als raigs.
El sòl del cràter conté esquerdes que es van formar quan la piscina de material fos creat per l'impacte es va refredar i contraure. El material d'alta reflectància en les parets i en la part central del cràter probablement té una composició diferent de la del sòl del cràter i els seus voltants. Les condicions d'il·luminació i el moviment cap avall del material erosionat que exposa la roca fresca també contribueixen a l'aparença brillant.